# Barybas sublobata
Barybas sublobata är en skalbaggsart som beskrevs av Bates 1887. Barybas sublobata ingår i släktet Barybas och familjen Melolonthidae. Inga underarter finns listade.